# Гетьманчук, Юрий Петрович
Юрий Петрович Гетьманчук (род. 31 августа 1935 года в Киеве) — советский и украинский химик, доктор химических наук, профессор.

## Биография
Родился в Киеве. В 1957 году окончил химический факультет Киевского государственного университета по специальности органическая химия. Работал инженером в Институте органической химии АН УССР и Институте химии мономеров и полимеров АН УССР (Киев).
В 1960 году поступил в аспирантуру Института высокомолекулярных соединений АН СССР (Ленинград). В 1962 году под руководством М. Котона впервые провёл низкотемпературную полимеризацию акролеинов. С 1964 года — младший научный, а с 1967 — старший научный сотрудник Института химии высокомолекулярных соединений АН УССР.
В 1965 году защитил кандидатскую диссертацию «Синтез и полимеризация a-алкилзамещённых акролеинов» по специальности химия высокомолекулярных соединений.
С 1969 года — старший преподаватель, с 1973 — доцент, а с 1988 — профессор кафедры химии высокомолекулярных соединений Киевского университета имени Тараса Шевченко.
В 1986 году защитил докторскую диссертацию «Гетероцепные олигомерные диэлектрики и фотополупроводники» по специальности химия высокомолекулярных соединений.
Лауреат Государственной премии Украины в области науки и техники за цикл работ «Научные основы создания фоточувствительных олигомерных материалов и методов регистрации оптической информации и их использование в наукоемких технологиях» (1996) и НАН Украины им. А. И. Киприанова за цикл «Полимерная химия» (2004).

## Научная деятельность
Основное научное направление — синтез олигомерных фотополупроводников и твёрдых электролитов. В 1972 году впервые получил наиболее распространённый в наше время олигомерный фотополупроводник — олигоглицидилкарбазол. Ему принадлежит также разработка и внедрение наиболее эффективных в наше время олигомеров для записи голограмм — олигокарбазолилсилоксанов. Им впервые показано, что высокоэффективные фотополупроводники могут быть не только производными карбазола, но и антрацена, флуорена, фенантрена и нафталина. В начале 90-х годов им впервые началась разработка олигомерных электролитов для химических источников тока.
Большое внимание Гетьманчук уделяет учебной и учебно-методической работе. В течение последних 20 лет он читает общий курс «Химия высокомолекулярных соединений» и несколько оригинальных спецкурсов. Написал десятки методических указаний и программ для семинарских занятий и практикумов. Многолетний педагогический и научный опыт позволил профессору написать первый в Украине учебник для университетов и химических вузов — «Полимерная химия» в трёх частях: «Радикальная полимеризация» (1999), «Ионная полимеризация» (2001), «Поликонденсация» (2002).
По научным разработкам опубликовано свыше 200 научных работ, среди них семь учебников, два научных пособия, 119 статей. Имеет 78 авторских свидетельств и патентов.

## Труды
- «Полімерна хімія» у трьох частинах: «Радикальна полімеризація» (1999 р.), «Йонна полімеризація» (2001 р.), «Поліконденсація» (2002 р.);
- «Хімія і технологія полімерів» Підручник, Л., 2006 (соавтор);
- «Хімія високомолекулярних сполук» Підручник, Л., 2008 (соавтор);
- «Хімія і технологія олігомерів» Підручник, Л., 2006 (соавтор).